# Heterachthes paraiba
Heterachthes paraiba är en skalbaggsart som beskrevs av Martins 2009. Heterachthes paraiba ingår i släktet Heterachthes och familjen långhorningar. Inga underarter finns listade i Catalogue of Life.